# Ballade pour Adeline
Ballade pour Adeline je skladba z roku 1976, zkomponoval ji Paul de Senneville a úspěšně ji nahrál Richard Clayderman. Paul de Senneville zkomponoval tuto skladbu na oslavu narození své dcery Adeline. Díky velké popularitě Claydermanovy nahrávky byla skladba dále nahrávaná a interpretovaná po celém světě. V československém prostředí ji proslavil více než Richard Clayderman klavírista Jiří Malásek, který ji v roce 1979 nahrál pod názvem Balada pro Adélku (v úpravě Vladimíra Popelky) společně s Tanečním orchestrem Československého rozhlasu. V témže roce ji Malásek prezentoval v rámci televizního Silvestru Hrajeme si jako děti, kdy ji „učil“ hrát herce na klavíry a herečky na housle. Popularita Maláskovy interpretace byla daná i tím, že se skladba stala na dlouhou dobu znělkou dobového diskusního televizního pořadu Vysílá studio Jezerka, takže řada posluchačů i diváků je dodnes přesvědčena, že se jedná o původní Maláskovu skladbu[zdroj?].